# Shu-bi-dua - The Musical
Shu-bi-dua - The Musical er en musical, der er skrevet over det dansk orkester Shu-bi-duas sange. Forestillingen havde premiere på Fredericia Teater den. 25. september 2015. Ved premieren var Michael Bundesen, Michael Hardinger, Claus Asmussen, Jens Tage Nielsen, Bosse Hall Christensen og Niels Grønbech alle til stede, og de blev hyldet på scenen efterfølgende. Forestillingen solgte 30.000 billetter i forsalg, hvilket gør den til den hurtigst sælgende i teatrets historie. I slutningen af oktober 2015 var der blevet solgt over 80.000 billetter til musicalen.
Efter at være opført i Fredericia frem til og med december i 2015 flyttede forestillingen til Østre Gasværk og blev spillet fra januar til marts, for herefter at blive opført på Musikhuset Aarhus i maj 2016.
Shu-bi-dua - The Musical modtog gode anmeldelser fra bl.a. Jyllands-Posten, Dagbladet Børsen, Politiken og BT.
På Fredericia teater blev en skuespiller ramt af en hård digestivekiks under sangen "Hvalborg", hvor der traditionelt kastes kiks på scenen ved linjen "Og jeg fodred' dig med skidtfisk og kiks jeg havd' i lommen...".  På Østre Gasværk valgte man derfor at sælge særlige kiksedåser, hvor der kun var plads til mariekiks.
Forestillingen var medvirkende til, at Fredericia Teater i 2015 kunne notere et overskud på 2,5 mio. kr, efter flere år med underskud. 170.000 mennesker havde set forestillingen i maj 2016.

## Medvirkende[8]
- Emil Birk Hartmann - Mick
- Kristine Yde Eriksen
- Bjørg Gamst
- Meike Bahnsen
- Ole Boisen
- Nis Pedersen
- Max Emil-Nissen
- Cecilie Greiber Alring

## Sange
Listen er ikke komplet
- "Costa Kalundborg"
- "Danmark"
- "Vuffeli-vov"
- "Står på en alpetop"
- "Knald i låget"